# Eric Trump
Eric Frederick Trump (Nova Iorque, 6 de janeiro de 1984) é um empresário e filantropo norte-americano, terceiro filho do 45.º e 47.º Presidente dos Estados Unidos, Donald Trump, e de Ivana Zelníčková. Junto com seu irmão, Don Jr., serve como executivo nas Organizações Trump. Durante a presidência do seu pai, ele tem, junto com os irmãos, comandado as empresas da família.

## Biografia

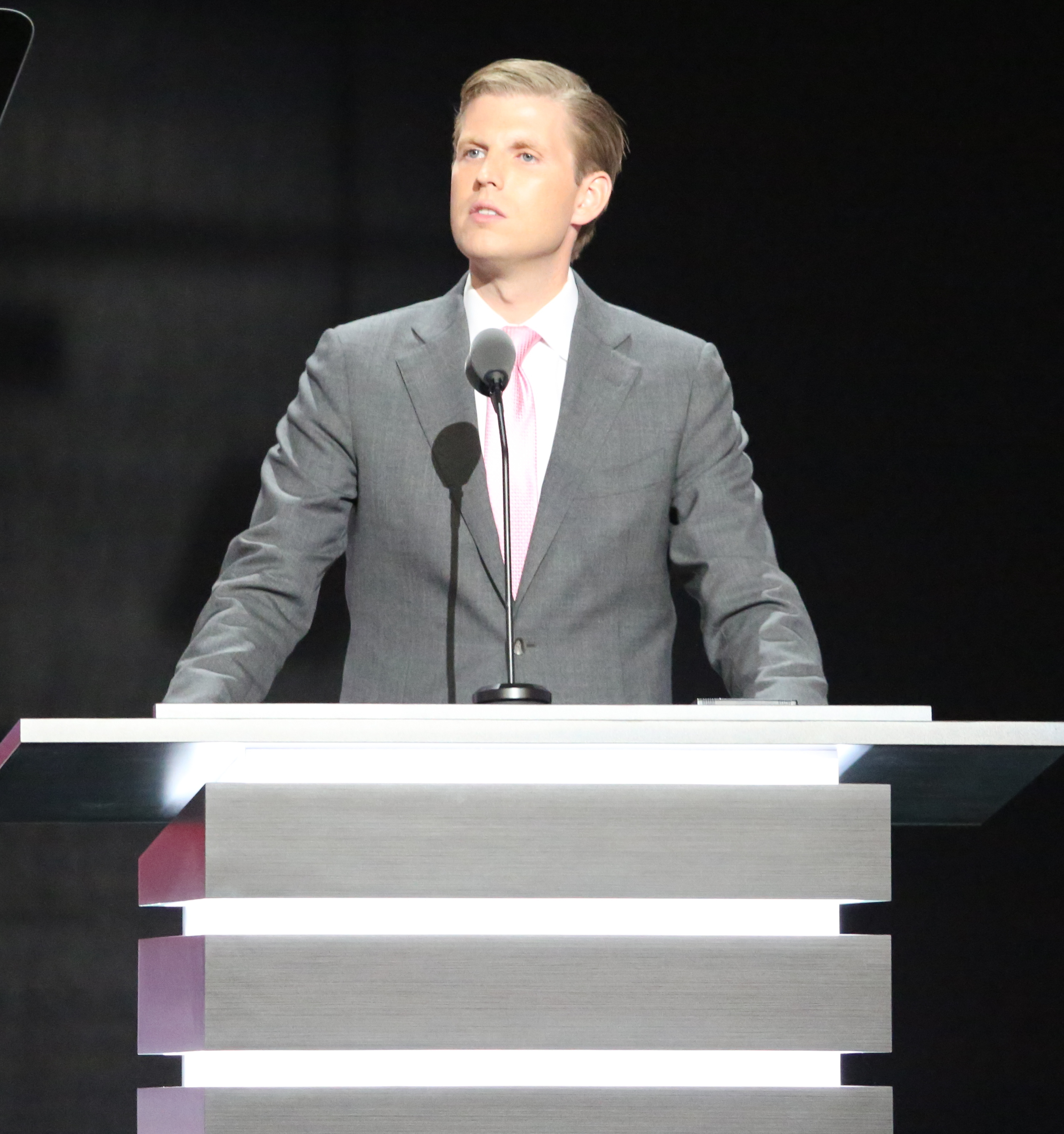
Eric Trump discursando na Convenção Nacional do Partido Republicano, em 2016

Eric Trump nasceu em Manhattan e estudou na escola Trinity. Seus pais se divorciaram em 1991, quando ele tinha sete anos de idade. Em 2002, ele se formou na escola The Hill (onde mais serviria na mesa diretora até 2013). Eric se formou em finanças e administração na Universidade de Georgetown em Washington, D.C.

### Organizações Trump
Eric é vice presidente de desenvolvimento e aquisições das Organizações Trump. Ele também foi conselheiro e juiz da série de televisão da NBC chamado The Apprentice. Sua responsabilidade corporativa é a expansão doméstica e global dos interesses imobiliários da empresa. Com seu pai, ele supervisionou a expansão do portfólio da empresa de golfe de Trump Golf, aumentando seu número de três, quando se juntou a companhia em 2006, para quinze quinze, com locais em Nova Iorque, Nova Jérsei, Pensilvânia, Flórida, Carolina do Norte, Califórnia e Porto Rico.
Ele e seus irmãos são creditados com a criação e administração das propriedades Trump Hotel Collection. No portfólio global de Trump há hotéis em Las Vegas, Chicago, Nova Iorque, Toronto, Panamá, Waikiki, Punta del Este, Washington D.C., Vancouver, Filipinas e Rio de Janeiro. Ele também foi responsável pela aquisição da empresa de vinhos Kluge Winery and Vineyard em Charlottesville, Virgínia, resultando na criação da companhia Trump Winery. Em 2013, Trump ganhou o prêmio "Rising Star of the Year" da revista Wine Enthusiast Magazine.
Em 2012, Eric foi reconhecido pela revista Forbes na sua lista dos "30 under 30" em imóveis e pelo New York Observer como um dos "20 Jovens Filantropos mais Importantes". O New York Observer é publicado por seu cunhado, Jared Kushner.

### Vida pessoal
Em 4 de julho de 2013, Eric Trump noivou com sua namorada de longa data. Lara Lea Yunaska (nascida em 12 de outubro de 1982), uma produtora associada do programa televisivo Inside Edition. Eles se casaram em 8 de novembro de 2014, no clube Mar-a-Lago em Palm Beach, Flórida. Em 12 de setembro de 2017 eles tiveram um filho, neto do presidente americano. No dia 19 de agosto de 2019, Lara deu a luz a uma menina, Carolina Dorothy Trump.
Eric também é conhecido por seu hobby, a caça de animais selvagens.